# Вельбарська культура
Вельба́рська культу́ра (нім. Wielbark-Kultur, пол. Kultura Wielbarska) — археологічна культура залізної доби на території сходу нинішньої Польщі, заходу Білорусі та північного заходу України, яку ідентифікують з готами.
З'явилася близько 20 року н. е., змінивши оксивську культуру, яка була частиною пшеворської культури.

## Пам'ятки культури
Було знайдено кладовище з 3000 могилами біля Вельбара (Ґміна Мальборк), що за 4 км південніше польського міста Мальборк.

## Територія і етнічна належність

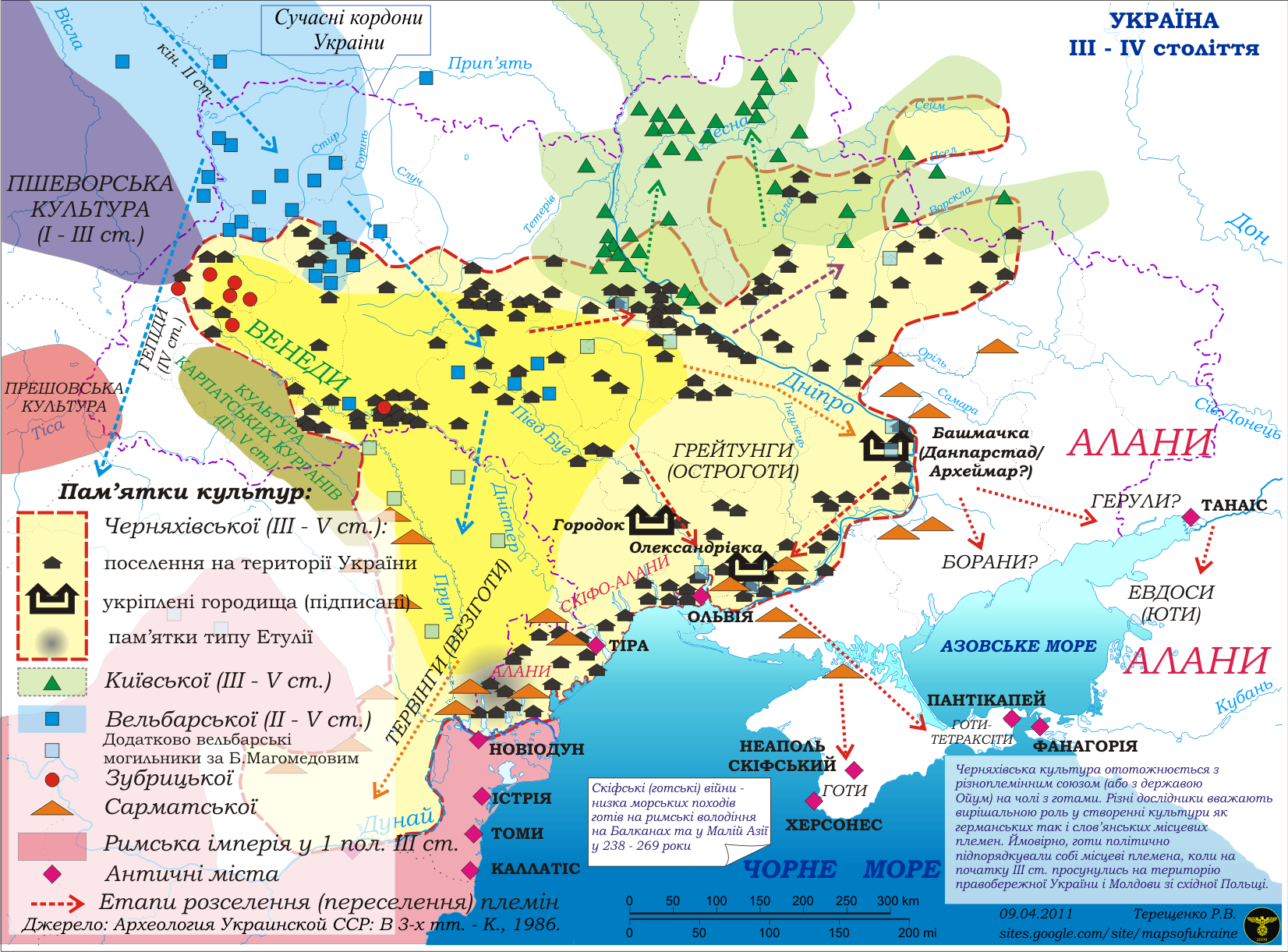
Вельбарська культура (блакитний колір) на території України у III ст.

На початковому етапі вельбарська культура займала ту ж саму територію, що і її попередниця — Оксивська культура — регіони біля міст Гданськ і Хелмно. Її початок ототожнюється з прибуттям готів зі середньої Скандинавії у Гданську затоку. Згодом культура поширилася в регіони Кашубських і Краєнських озер, і далі на південний захід в околиці Познані. Тут проживало переважно протослов'янське населення, з невеликими домішками германських племен. Приблизно у 190 році н. е. племена готів рухаються на південний схід, поширюючись на лівобережжі Вісли і в басейні Західного Бугу на території Мазовії і Люблінщини (Західна Волинь), де автохтонне населення належить переважно до племен балтійської мовної групи.
До 250 року н. е. поселення у Померанії, біля Балтійського моря, були залишені носіями цієї культури, окрім земель понад Віслою і Західним Бугом (території Мазовії і Люблінщини). На той час море вже називалося римлянами Mare Suevikum (Швабське, Свевське) море, або Germanicum (Німецьке).
Існує теорія, що пересування готів далі на південь у 200—250 роках спочатку в басейни річок Південний Буг і Дніпро, а згодом і в басейн Дністра і Прута призводить до утворення Черняхівської культури стародавніх слов'ян і готів. Проте виявлення на Волині пам'яток Вельбарської культури (Брест-Трішин, Дитиничі, Хрінники-Шанків яр, Дубно-Волиця, Любомль, Машів та інші), пов'язаних з германськими племенами готів, заперечує концепцію готської належності черняхівських старожитностей. Їх відмінність від вельбарських пам'яток попри синхронність, що простежується, зокрема у ліпній кераміці і якоюсь мірою у поховальному обряді та житловому будівництві, свідчить, що це були дві різні етнокультурні групи.
Готи принесли з собою самобутню культуру і, лише просуваючи на південь, у Північне Причорномор'я, вступали в контакт з іншими племенами, що створювало ситуацію, при якій відбувалося взаємопроникнення різних культурних елементів. Це засвідчують матеріали таких могильників як Раковець Чеснівський, Журівка, Компанійці, Косанове, Рижківка та інших, розташованих в основному у межиріччі Дніпра і Південного Бугу. Таким чином, «готській теорії» яка завжди піддавалась сумніву майже всіма археологами, що безпосередньо займались дослідженням пам'яток Черняхівської культури, і штучність побудови якої ґрунтовно доведена Маркіяном Смішком, завдано серйозного удару.
У світлі останніх досліджень стало ясно, що кількість пам'яток Черняхівської культури (понад 3 тисячі), територія поширення якої тягнеться від Сіверського Дінця і аж до Верхньої Вісли і від верхів'їв правих приток Прип'яті до Дунаю, аж ніяк не відповідають тим історичним даним про готів, які подає Йордан та інші античні автори. Вивчення залишених ними пам'яток Вельбарської культури дозволяє уточнити їхнє місце і роль в історії племен Східної Європи, яка перебільшувалась, а подекуди перебільшується окремими дослідниками.
Провідні археологи-славісти вважають, що черняхівська культура сформувалася в кінці II ст. на Верхньому Дністрі та Волині на основі праслов'янської зарубинецької людності з деякими дуже незначними східногерманськими впливами вельбарської культури. Звідси вона швидко поширилась на південь до гирла Дунаю та Чорного моря і на схід до басейну Дінця. В цьому сенсі важливе значення для розуміння ролі вельбарської культури в історії України має питання визначення її хронологічних меж. Особливо гострою дискусією є проблема щодо часу переселення вельбарських племен на схід від Західного Бугу. Одні дослідники пов’язують їх появу з періодом, що передував виникненню черняхівської культури. Інші намагаються довести, що вельбарські племена потрапили на Волинь вже після формування черняхівської культури. Згідно з позицією третьої групи вчених, перші пам’ятки вельбарської культури з’явилися на території Волині у проміжку між 170 і 220 роками нашої ери.

## Характеристика
- Очевидна різниця поміж Пшеворською культурою праполяків і Вельбарською культурою готів, які вказують на відсутність попереднього контакту між ними. Це доводить, що готи прийшли в Померанію зі Середньої Скандинавії (Геталанд).

- Покладання у могилу і кремація небіжчиків залежали, очевидно, від етнічної належності кожного поселення: ті, що практикували спалювання, ймовірно, належали готам і гепідам, а поселення, що ховали в могилах — автохтонним племенам (балтам і давнім полякам). В могилах — орнаменти та одяг, в деяких — шпори; відсутні зброя і знаряддя. Навпроти, Пшеворській культурі характерні зброя і знаряддя в похованнях.

- Кам'яні кораблі та стели, характерні для Вельбарської культури і південної Скандинавії того часу.

## Історичні джерела
- Згідно з Йорданом, Вельбарська культура збігається територіально і в часі з рухом готів зі Скандинавії та їх поселенням у Готискандзу (лат. Gothiscandza — зазвичай виводять з готського Gutisk-andja, тобто «готський кордон»), звідки вони зігнали місцевих ругіїв і вандалів:

|  | Ex hac igitur Scandza insula quasi officina gentium aut certe velut vagina nationum cum rege suo nomine Berig Gothi quondam memorantur egressi: qui ut primum e navibus exientes terras attigerunt, ilico nomen loci dederunt. nam odieque illic, ut fertur, Gothiscandza vocatur. |

Пліній Старший дає їм назву гутонес (Gutones), Тацит — готонес (Gotones).
- Тацит називає характерними рисами народів Готискандзи (лугіїв, готів, ругіїв та лемовіїв) круглі щити, короткі мечі й міцну королівську владу:

|  | Trans Lygios Gotones regnantur, paulo iam adductius quam ceterae Germanorum gentes, nondum tamen supra libertatem. Protinus deinde ab Oceano Rugii et Lemovii; omniumque harum gentium insigne rotunda scuta, breves gladii et erga reges obsequium. |

- Йордан каже про три кораблі, на яких готи прибули зі Скандинавії, серед яких виділяє гепідів:

|  | Quomodo vero Getae Gepidasque sint parentes si quaeris, paucis absolvam, meminisse debes me in initio de Scandzae insulae gremio Gothos dixisse egressos cum Berich rege suo, tribus tantum navibus vectos ad ripam Oceani citerioris, id est Gothiscandza. quarum trium una navis, ut adsolet, tardior nancta nomen genti fertur dedisse; nam lingua eorum pigra gepanta dicitur, hinc factum est, ut paulatim et corruptae nomen eis ex convicio is nasceretur Gepidas, nam sine dubio ex Gothorum prosapie et hi trahent originem; sed quia, ut dixi, gepanta pigrum aliquid tardumque designat, pro gratuito convicio Gepidarum nomen exortum est, quod nec ipsud credo falsissimum: sunt etenim tardioris ingenii et graviores corporum velocitate. |

Тому деякі дослідники[джерело?] вважають ядром творення Вербальської культури три етнічні групи: гепідів, остготів і вестготів.

## Кургани
Відомі скандинавські кургани будувалися у Швеції десь до 1100 року. Згідно зі скандинавською міфологією, Одін наказував спалювати померлих, тому влаштовувалось ритуальне багаття, після чого насипався невеликий курган. Для знатних людей зверху споруджувався кам'яний корабель, ставилися кам'яні стели. Такі кургани між Віслою і Кашубськими озерами, і далі в бік Кошалина, датуються 50-100 роками н. е..